# Rutger Barnekow (bankman)
Rutger Adolf Alfred Barnekow, född den 21 mars 1935 i Stockholm, död där den 11 januari 2019, var en svensk friherre och bankdirektör.
Barnekow avlade studentexamen 1955 och, efter studier i utlandet 1956, företagsekonomexamen vid Bar-Lock-institutet 1958. Han blev försäkringsinspektör vid Fylgia 1958, försäljningschef vid Trygg-Fylgia 1960 och anställd vid Vendax 1964. Barnekow var verkställande direktör där 1965–1969, verkställande direktör vid Smålands bank 1969–1972, vice verkställande direktör vid Skandinaviska Enskilda Banken 1973–1982, verkställande direktör där 1982–1990 och vice koncernchef 1991–1993. Bland hans många styrelseposter kan nämnas de i Robert Bosch, Bukowskis Auktioner, Industrikredit, Orrefors Kosta Boda och Stockholms handelskammare. Barnekow tilldelades Hans Majestät Konungens medalj av tolfte storleken i högblått band 2005.